# Savda
Savda là một thành phố và là nơi đặt hội đồng đô thị (municipal council) của quận Jalgaon thuộc bang Maharashtra, Ấn Độ.

## Địa lý
Savda có vị trí 21°09′B 75°53′Đ / 21,15°B 75,88°Đ Nó có độ cao trung bình là 231 mét (757 feet).

## Nhân khẩu
Theo điều tra dân số năm 2001 của Ấn Độ, Savda có dân số 19.331 người. Phái nam chiếm 52% tổng số dân và phái nữ chiếm 48%. Savda có tỷ lệ 72% biết đọc biết viết, cao hơn tỷ lệ trung bình toàn quốc là 59,5%: tỷ lệ cho phái nam là 78%, và tỷ lệ cho phái nữ là 65%. Tại Savda, 13% dân số nhỏ hơn 6 tuổi.